# Edward Babiuch
Edward Mikołaj Babiuch (Dąbrowa Górnicza, 28 de desembre de 1927 - 1 de febrer de 2021) va ser un home d'estat polonès. Va ser primer ministre del febrer a l'agost de 1980).

## Biografia
Membre del Politburó i secretari del comitè central del Partit Obrer Unificat Polonès, va ser nomenat primer ministre el 18 de febrer de 1980 amb la missió de posar en marxa un pla d’austeritat per frenar la crisi econòmica. L'11 de juliol de 1980, Babiuch anuncia un augment general de preus. Això condueix a vagues generals i manifestacions per exigir salaris més alts. El 4 d'agost de 1980, 17.000 treballadors de les drassanes de Gdańsk fan vaga, seguits dels de les drassanes de Szczecin, amb més de 150.000 vaguistes. El 4 d'agost de 1980, Babiuch dimiteix i és substituït per Józef Pińkowski.